# Ordine della Stella nera
L'Ordine della Stella nera fu un ordine cavalleresco concesso inizialmente dal Benin come ordine nazionale e successivamente dalla Repubblica francese come ordine coloniale.

## Storia
L'ordine venne fondato ufficialmente il 1º dicembre 1889 a Porto-Novo da Toffa, futuro re del Dahomey (attuale Repubblica del Benin).
Dal 1892 la Repubblica francese aveva esteso a questo territorio la propria influenza coloniale e così, il 30 luglio 1894, dopo il riconoscimento dei nuovi statuti firmati dal re stesso il 30 agosto 1892, l'ordine venne accolto tra gli ordini coloniali francesi e concesso direttamente dal governo di Francia a partire dal 1899 quando il Dahomey divenne a tutti gli effetti colonia francese.
L'ordine venne ufficialmente abolito nel 1963 dal presidente francese Charles de Gaulle quando il Dahomey divenne indipendente, consentendo ad ogni modo a chi fosse stato insignito di questa onorificenza di continuare a portarla.

## Classi
L'ordine disponeva di cinque classi di benemerenza:
- Cavaliere di gran croce
- Grand'ufficiale
- Commendatore
- Ufficiale
- Cavaliere

| Nastri    |           |              |                 |                         |
| Cavaliere | Ufficiale | Commendatore | Grand'ufficiale | Cavaliere di gran croce |

## Insegne
- La medaglia era composta da una croce maltese in argento smaltata di bianco e bordata d'azzurro al centro della quale si trovava una stella a cinque punte in ferro dalla colorazione nera. La croce maltese era raggiante d'oro tra le braccia. La medaglia era sostenuta al nastro tramite una corona d'alloro a smalto verde.
- La stella riprendeva le medesime decorazioni della medaglia, che si trovava qui senza il tenente della corona d'alloro al nastro, ma era montata su una placca d'argento raggiante a otto punte.
- Il nastro era completamente azzurro.